# Chemnitz Hauptbahnhof
Chemnitz Hauptbahnhof is een spoorwegstation in de Duitse plaats Chemnitz.  Het station werd in 1854 geopend. 